# Loémy Recasens
Loémy Recasens, née le 7 septembre 2001 à Béziers, est une tireuse sportive française.

## Carrière
En 2018, Loémy Recasens est médaillée de bronze par équipe mixte junior en fosse olympique avec Clément Bourgue aux championnats d'Europe de tir à Leobersdorf. La même année, elle est sacrée championne de France cadette de fosse olympique.
Elle est médaillée de bronze en fosse olympique par équipes aux championnats d'Europe de tir 2021 à Osijek avec Mélanie Couzy et Carole Cormenier.